# Воспоминание (мультфильм, 1986)
Воспоминание — советский рисованный мультипликационный фильм, снятый в 1986 году режиссёром Владимиром Арбековым на студии «Союзмультфильм». Фильм создан на военно-патриотическую тему и посвящается детям военных лет.

## Сюжет
Бабушка 1 сентября ведёт внучку в школу и вспоминает свое детство, пришедшееся на военные годы. Фильм показывает фрагмент из жизни маленькой девочки, которая во время Великой Отечественной войны в разрушенном фашистами селе мечтает об учёбе в школе и силой воображения оживляет зверят с картинок и учит их писать буквы. Погрузившись в игру, девочка не сразу видит танки, приближающиеся к школе. Осторожно выглядывая в окно, она с радостью замечает красные звезды Советской армии на военной технике.

## Создатели
| Автор сценария             | Владимир Данилов                                                                 |
| Режиссёр                   | Владимир Арбеков                                                                 |
| Художники-постановщики     | Константин Карпов, Елена Гололобова                                              |
| Киноператор                | Кабул Расулов                                                                    |
| Звукооператор              | Борис Фильчиков                                                                  |
| Композитор                 | Альберт Арутюнов                                                                 |
| Роли озвучивали:           | Любовь Соколова, Ирина Бордукова, Мария Виноградова, Николай Граббе              |
| Монтажёр                   | Галина Смирнова                                                                  |
| Ассистент режиссёра        | Елена Черёмушкина                                                                |
| Редактор                   | Пётр Фролов                                                                      |
| Директор съёмочной группы  | Лилиана Монахова                                                                 |
| Художники-мультипликаторы: | Владимир Шевченко, Антонина Алёшина, Сергей Дёжкин, Иосиф Куроян, Виталий Бобров |
| Художники:                 | Инна Заруба, Вера Харитонова                                                     |